# Eupithecia ochracea
Eupithecia ochracea là một loài bướm đêm trong họ Geometridae.